# グローツラング

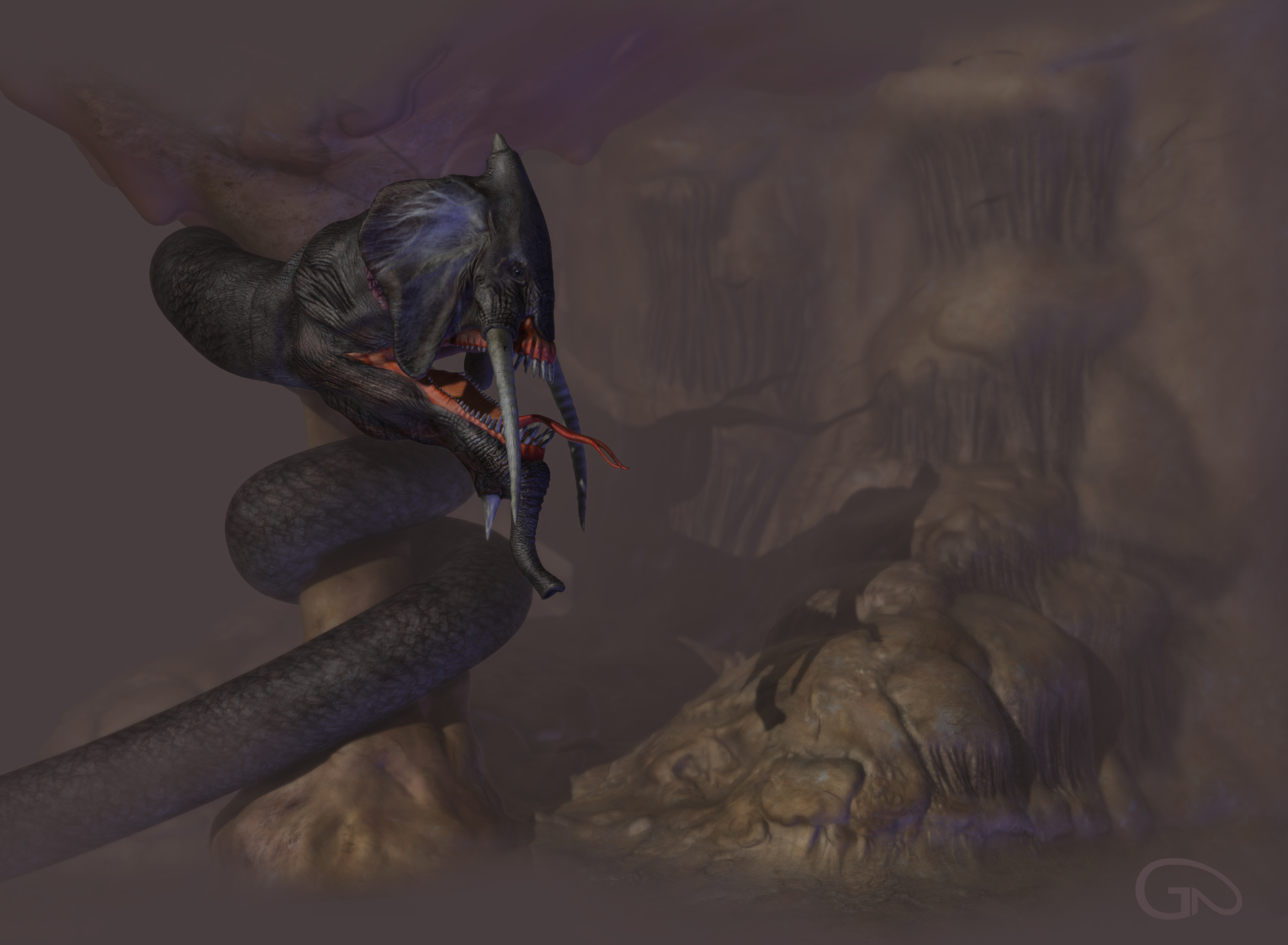
グローツラング

グローツラング（アフリカーンス語：Grootslang）は、南アフリカ共和国リフタスフェルトのオレンジ川近くに生息すると言われている大蛇である。グローツラングは精霊のヘビであり、遭遇したものには災いが降りかかると伝えられている。

## 伝承上のグローツラング
リフタスフェルトのどこかにある、大量のダイヤモンドが埋蔵されている洞窟（「底なしの洞窟」）の中で、グローツラングはそのダイヤモンドを守っているという。全長は12m、眼球として宝石が嵌め込まれている。

ある日、一人の探鉱師がこの洞窟の探索を試みた。彼はカンテラを手に進んだが、途中でコウモリの襲撃に遭い、カンテラを失って退却した。洞の深部は硫黄の臭いがしたという。

## UMAとしてのグローツラング
グローツラングは、伝承上の存在としてだけでなく、UMAとしても扱われる。
1899年、G.A.キニアーという商人が船でオレンジ川を渡る際、巨大なヘビのような生物と遭遇した。水から体が2.4-3メートル程度出ていたが、全長の4分の1程度に過ぎなかった。この時、グローツラングがまばたきをするのが観察されている。
1910年、オレンジ川のオーグラビー滝の下流で水浴びをしていたアメリカ人のカマイヤーという男が、高さ3.6メートルのヘビが水中から現れ、子牛を水中に引き摺り込むのを目撃した。
1929年、探鉱者のアーネスト・ヘイズがグーイニエト川とオレンジ川の合流地点でグローツラングを目撃した。
1950年6月、G.K.アサーストーンがピートレティーフという場所で100メートル離れた位置に巨大な黒いヘビがいるのを目撃した。
1960年以降、ヴァールダム付近で複数の目撃があった。1960年1月に見られたグローツラングは、全長60メートル、直径1.2メートルであった。